# Вапнякові відслонення по р. Кальчику (заповідник)
Заповідник «Вапнякові відслонення по р. Кальчику» — колишня природоохоронна територія, що діяла з 1928 по 1936 рік.
Розташовувався межах Маріупольської міськради, за с. Новоселівкою в 3-4 верстах від м. Маріуполя . Площа - 5 га. Директор Маріупольського музею краєзнавстваІ. Коваленко вказував, що заповідник включає кілька ділянок і всього займає 8-10 гектарів. Територія використовувалась для проведення природничих екскурсій в школах.

## Історія створення
Відомий ботанік Ю.Клеопов обстежував долину р. Кальчика, коли було вперше виділена ця унікальна ділянка. Гербарні збори зазначеної експедиції містяться у Національному гербарії України: «Надозів’я. Маріуполь. Вапняки над р. Кальчиком», «Сталінська обл., Приморський р-н, окол. с. Старий крим, гранітні скелі над р. Кальчиком»,  Етикетки за авторством Ю,Клеопова у Національному гербарії датуються 2.07.1925 року , 19.07.1925 року, 2.07.1929 року . Також, 19.07.1925 та 19.07.1926 року Ю.Клеопов підписував етикетки як «Сталінська обл., Приморський р-н, окл. с.Кримківка (б.Чердакли), гнейсові відслонення над р. Кальчиком», «Надозів'я. Маріупольська округа. С.Чердакли - с. М.Янисоль. Над р.Кальчиком». До нашого часу пам’ятка збережена саме з такою назвою – «Чердакли». 
Постановою президії Маріупольського окрвиконкому від 5 квітня 1927 року скелі над Кальчиком були віднесені до пам’яток природи місцевого значення. Охорону покладали на Маріупольський краєзнавчий музей. Після масованої кампанії господарських установ Марупольщини, що розгорнулась проти заповідників 1928 року, УКОПП, разом із Музеєм організували спільне обстеження заповідників, покликане продемонструвати увагу «центру» до заповідників. Акт обслідування заповідників Маріупільскої округи, складений Є.Лавренком та І. Коваленком 16-18 червня 1928 року засвідчив, що «три ділянки вапнякових схилів по над правим берегом р.  Кальчика на захід від м. Маріуполя вибрані досить вірно і добре  репрезентують розслинність вапнякових схилів півдня України, а також і Маріупільської округи. Охорона цих трьох ділянок потребує огорожі; всяке використування: ламання каменню, оранка, сінокіс, випас, полювання в межах цих ділянок повинно бути заборонене». 
Внаслідок цього, 1929 року в листі НКП до Маріупольського окрвиконкому були рекомендовані заходи до охорони пам’ятки, а саме «не розорювати, не розробляти на камінь, не випасувати». 

## Скасування
У зв’язку з адмінреформою, 26 вересня 1936 року, рішенням Сталінського облвиконкому було оновлено список заповідників в області, але «Вапнякових відслонень по р. Кальчику» серед них вже не було.

## Відновлення природоохоронного статусу
У післявоєнний період, пам’ятка була відновлена лише у 1993 році. Рішенням Донецької обласної  ради  від 10.03.93 року «Про організацію нових заповідних об’єктів», була створена ботанічна пам’ятка природи «Чердакли» (84,0 га).